# Apagomerella dissimilis
Apagomerella dissimilis là một loài bọ cánh cứng trong họ Cerambycidae.